# Špola
Špola (in ucraino Шпола?; in yiddish שפּאָלע‎?, Shpole) è una città ucraina (16 323 abitanti) nel distretto di Zvenyhorodka, nell'oblast' di Čerkasy. Ospita l'amministrazione della comunità territoriale di Špola, una delle comunità territoriali dell'Ucraina.
Fino al 18 luglio 2020 Špola è stata il centro amministrativo del distretto di Špola, abolito come parte della riforma amministrativa dell'Ucraina, che ha ridotto a quattro il numero dei distretti dell'oblast' di Čerkasy. L'area del distretto di Špola è stata fusa nel distretto di Zvenyhorodka.

## Storia
Le prime menzioni della città risalgono al XVIII secolo. Durante il XIX secolo Špola vide l'insediamento di una folta e vivace comunità ebraica che dalle 1.156 del 1847 passò rapidamente alle 5.388 del 1897, quando arrivò a rappresentare il 45% della popolazione. La comunità ebraica continuò a crescere in numero fino alla Seconda guerra mondiale. Dopo l'invasione tedesca del 1942 gran parte di tale popolazione fu massacrata e oggi la minoranza ebraica rappresenta solo lo 0,5% del totale degli abitanti della città.
A livello amministrativo nel XIX secolo Špola faceva parte del distretto di Zvenihorodka nella regione di Kiev. Con la caduta dell'Impero Russo la città fece prima parte della RSS Ucraina e quindi dell'URSS.